# Marcos Castellanos
Marcos Castellanos är en kommun i Mexiko.   Den ligger i delstaten Michoacán de Ocampo, i den centrala delen av landet, 400 km väster om huvudstaden Mexico City.
Följande samhällen finns i Marcos Castellanos:
- La Estancia del Monte